# ザ・ペニンシュラ東京
ザ・ペニンシュラ東京（ザ・ペニンシュラとうきょう、英: The Peninsula Tokyo）は、東京都千代田区有楽町にある高級ホテルである。運営は香港&上海ホテルズ。

## 概要
2007年（平成19年）9月に開業した。客室数は47のスイートルームを含む314。最も標準的な客室である『デラックスルーム』は54平方メートルの広さ。最高級の『ペニンシュラ・スイート』は347平方メートルであり、2019年にThe Okura Tokyo内に『インペリアルスイート』（730平方メートル）が完成するまでは都内最大級の面積だった。
館内のレストランとしては、24階にあるメインダイニング『Peter』のほか、2階の中国料理『ヘイフンテラス』と地下1階の和食『つる家』がある。1階の正面玄関脇には、オールデイダイニングとしても機能するロビーラウンジ『ザ・ロビー』があり、午後はペニンシュラ名物のアフタヌーンティーを楽しめる。また、地下1階のペイストリー・ブティック内には軽食や喫茶が可能なカフェが併設されている。
屋上にはヘリポートがあるが、これは一般の高層ビルの屋上にある非常用ヘリポートではなく、成田空港との間でヘリコプターによる送迎を行うことを想定して設置されたものである。そのため、豪華な内装を施した乗客用待合室なども用意されている。しかしながら、営業用のヘリポートとしての使用許可が下りていないため、まだ使用されていない。

## 立地
ホテルは晴海通りと日比谷通りの交差点脇にあり、日比谷通りを隔てて、西南側は日比谷公園と、西北側は皇居外苑を囲む濠のひとつである日比谷濠に接する。ホテル西南側に隣接してニッポン放送本社ビル（糖業会館・ニッポン放送本社ビル）がある。敷地は三菱地所が所有しており、香港&上海ホテルズ社が50年間の賃借契約により営業している。建物も当初は三菱地所から賃借していたが、2015年に香港&上海ホテルズ社が取得している。
この場所には日活社長であった堀久作によって竣工した日活国際会館（1952年竣工）があり、上層階は日活国際ホテルとして営業していた。しかし、日活の経営悪化により1969年に三菱地所に売却され、ホテルは閉館した。建物は日比谷パークビルと改称、旧ホテル部分もオフィスに改装して2003年（平成15年）まで使用されたが、建て替えのため解体された。

## 施設
- ザ・ロビー (The Lobby)　オールデイダイニング・アフタヌーンティー
- 京都つる家　日本料理
- ヘイフンテラス　広東料理
- Peter　メインダイニング・バー
- ザ・ペニンシュラ　ブティック&カフェ
- ザ・ペニンシュラ スパby ESPA

など

## ギャラリー

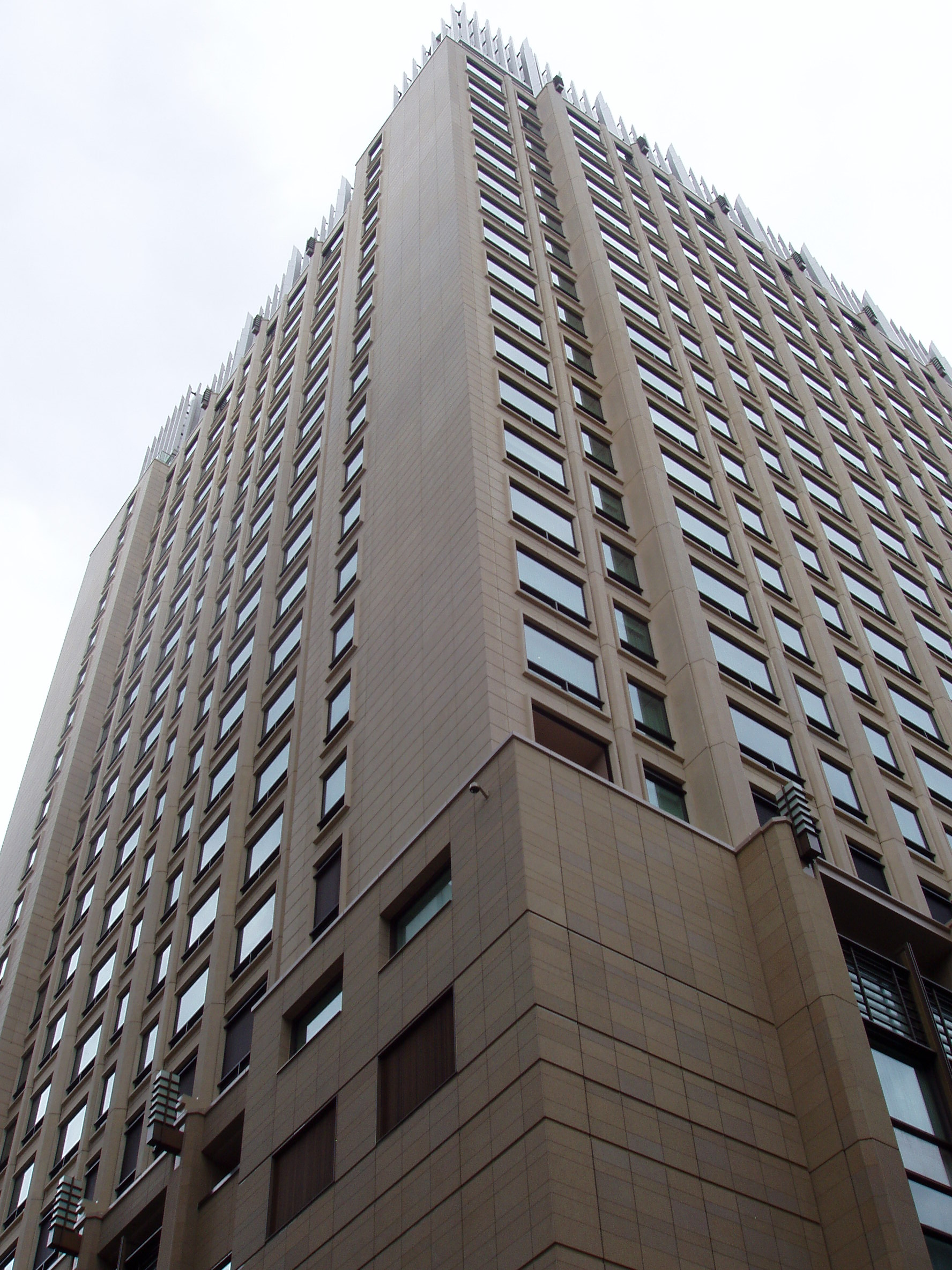
外観の見上げ（2007年9月4日撮影）
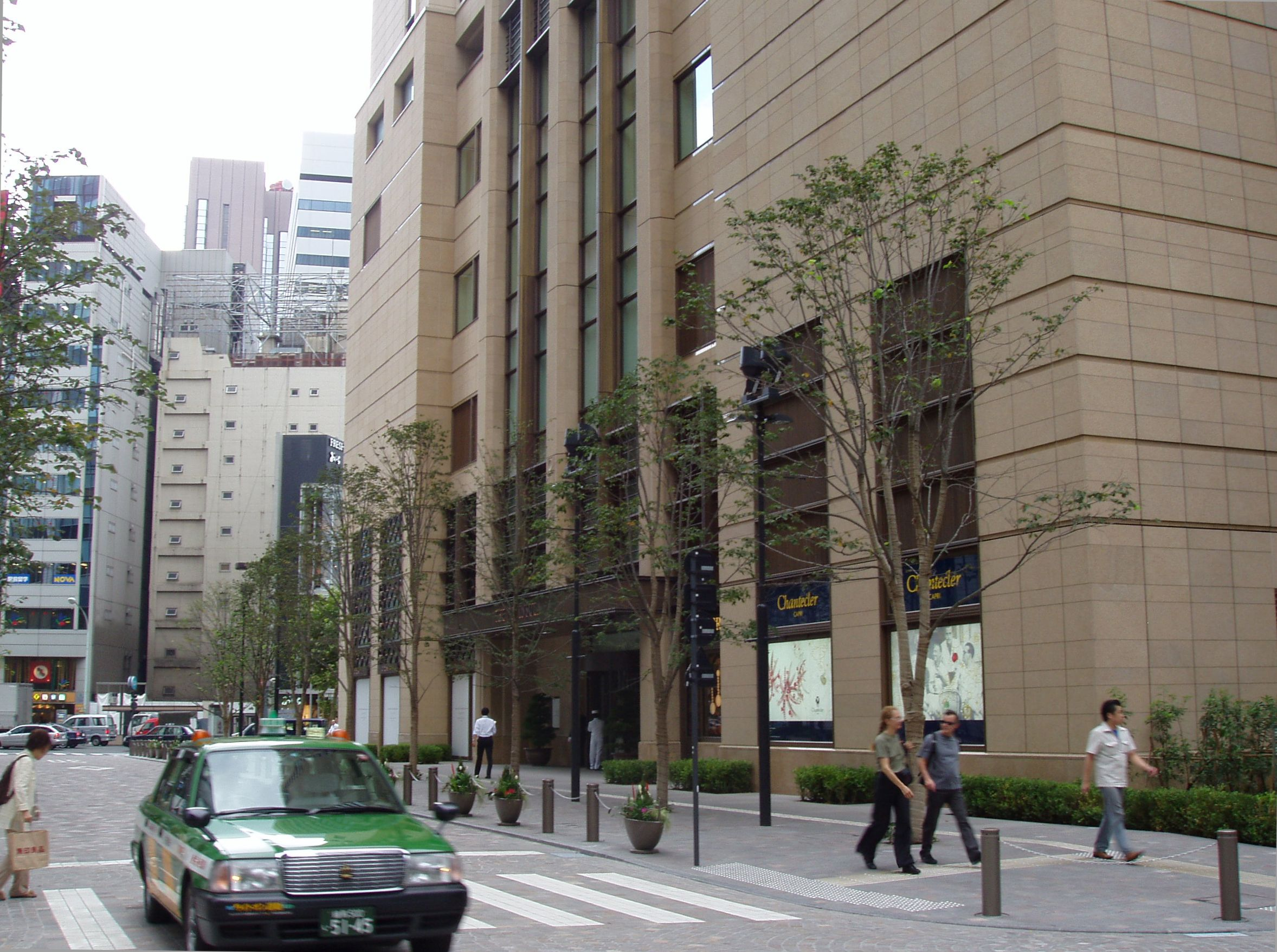
エントランス周辺（2007年9月4日撮影）
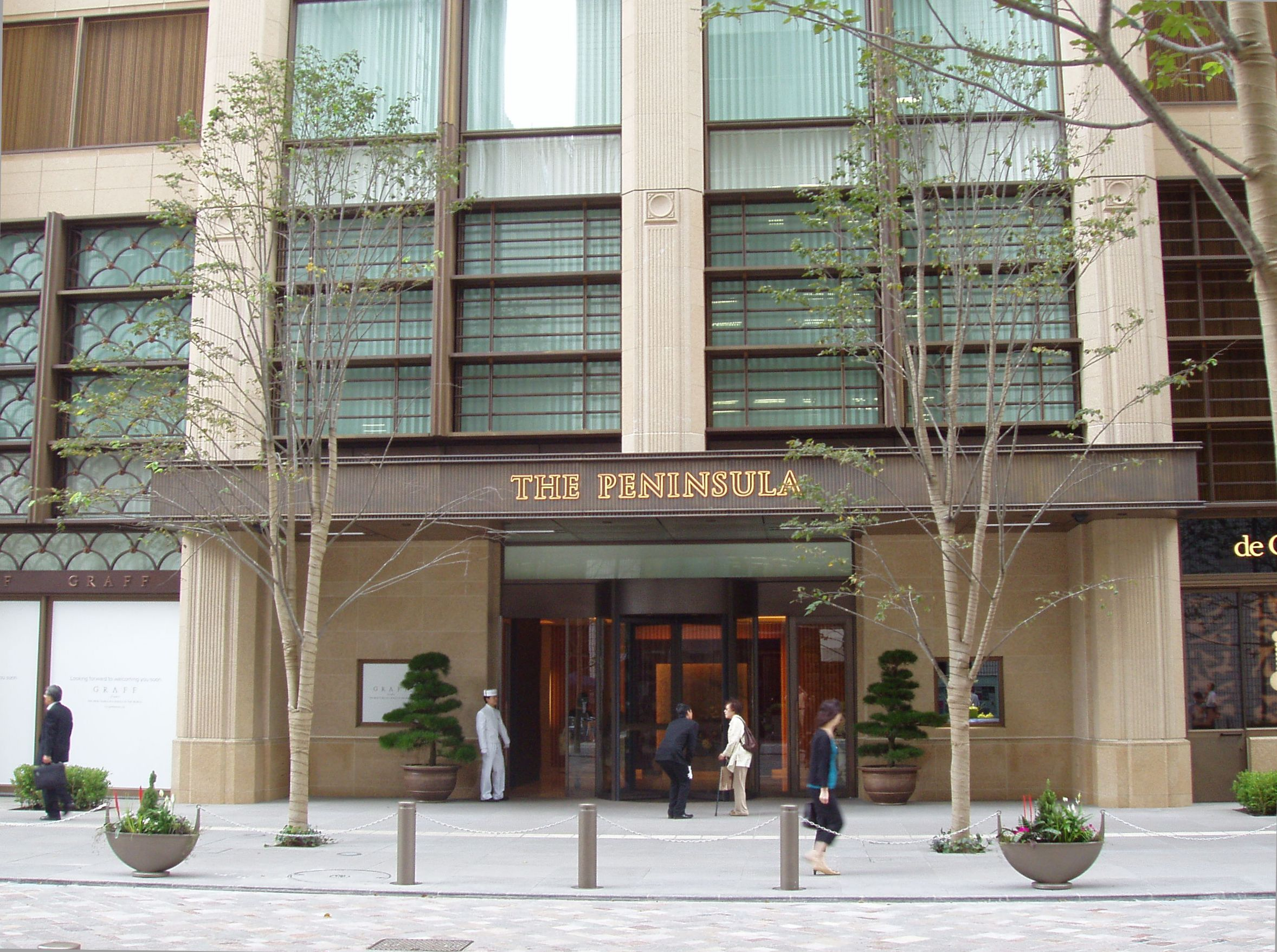
エントランス（2007年9月4日撮影）
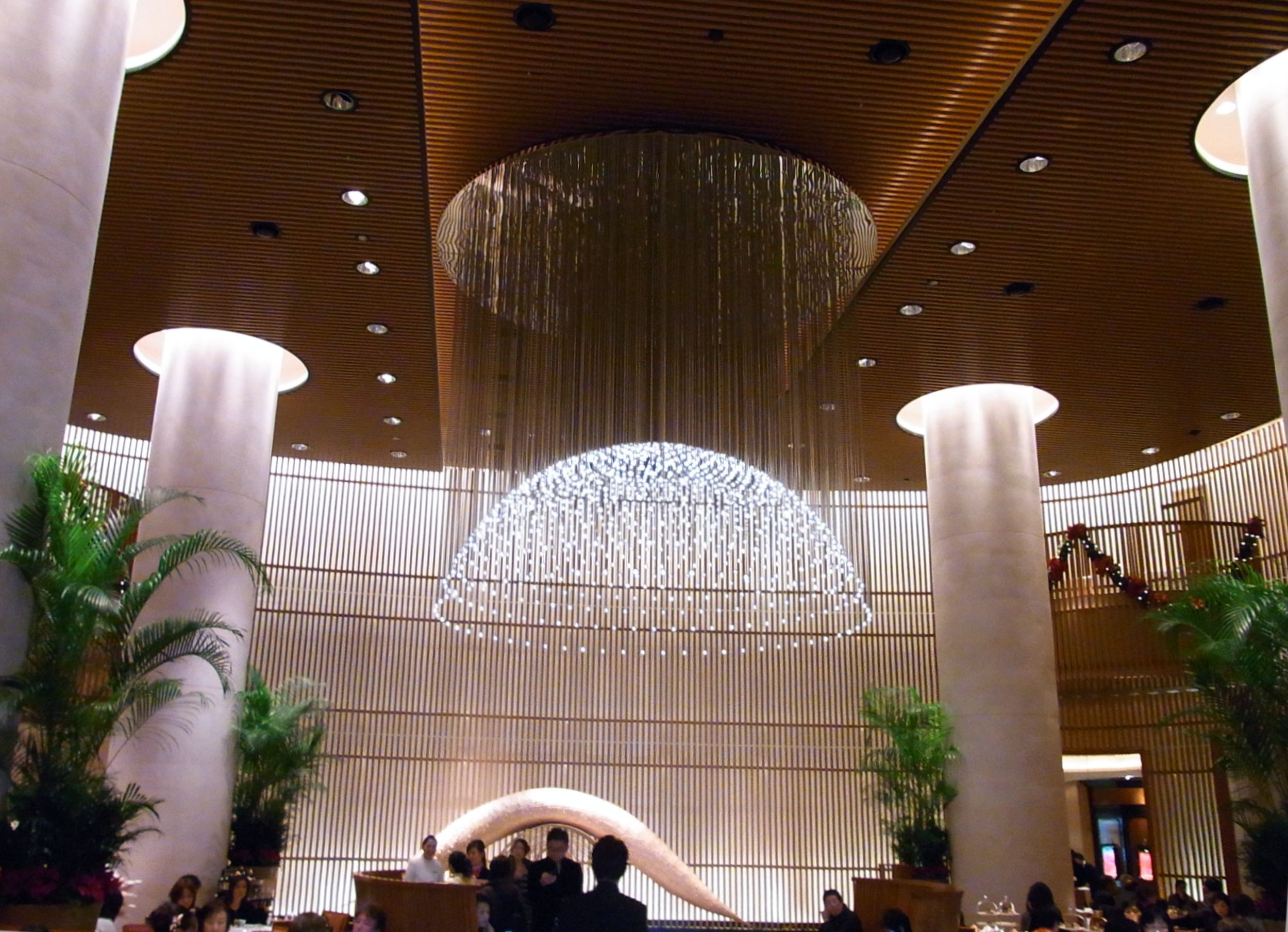
エントランスホール（2010年12月4日撮影）
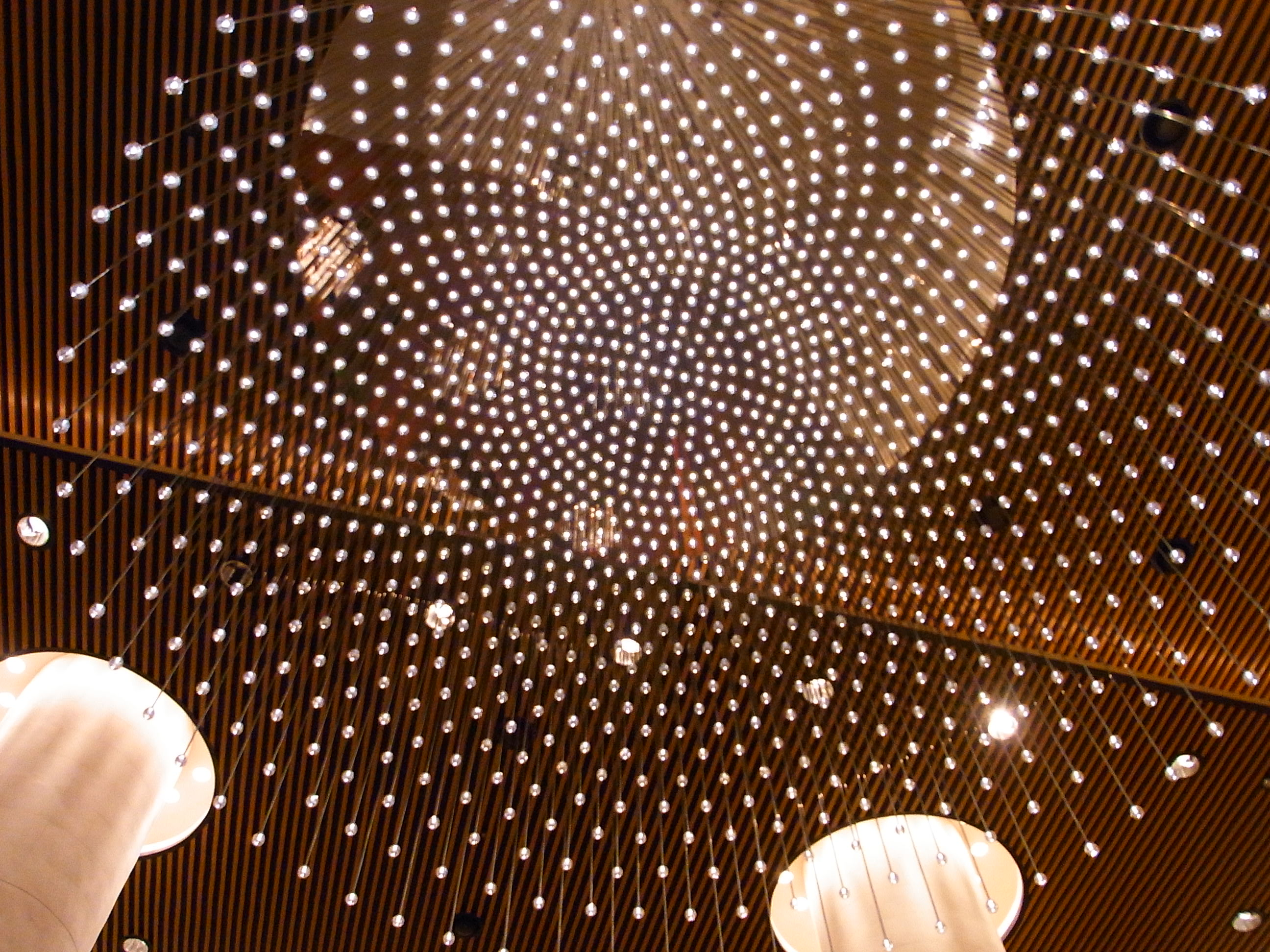
エントランスホールの天井（2010年12月4日撮影）